# Paracheilinus piscilineatus
Paracheilinus piscilineatus is een  straalvinnige vissensoort uit de familie van lipvissen (Labridae). De wetenschappelijke naam van de soort is voor het eerst geldig gepubliceerd in 1987 door Cornic.
De soort staat op de Rode Lijst van de IUCN als niet bedreigd, beoordelingsjaar 2009.